# Enicospilus corrugans
Enicospilus corrugans là một loài tò vò trong họ Ichneumonidae.